# 파나마만

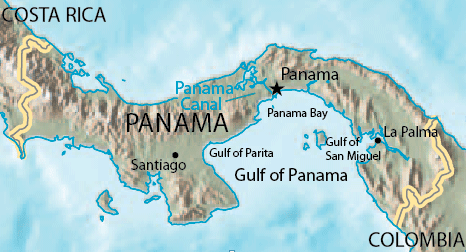
파나마만(Gulf of Panama)

파나마만(스페인어: Golfo De Panamá)은 파나마 남쪽, 태평양에 면한 만이다. 폭은 최대 250km, 가장 깊은 곳은 220m, 넓이는 2,400km2이다. 파나마 운하를 통해 대서양 카리브해와 연결되어 있다.파나마의 수도인 파나마시가 인근에서 가장 큰 대도시이다. 파나마만은 내부에 작은 만들이 있는데 동쪽의 산 미겔만, 서쪽의 파리타만, 그리고 북쪽의 파나마 포구이다. 산 마리타만에 있는 팔마는 파나마시와 함께 이지역의 주요 항구이다. 만의 내부 동쪽에 약 200여개의 섬으로 이루어진 펄 제도가 있다. 파나마의 가장 큰 강인 투이라강이 서남쪽에서부터 산 미겔만으로 흐른다.